# Reazione di Arthus
In immunologia, la reazione Arthus  è una reazione di ipersensibilità immunologica di tipo III. Le reazioni di ipersensibilità di tipo III sono causate da immunocomplessi e comportano la deposizione di complessi antigene / anticorpo principalmente nelle pareti vascolari , sierose (pleura, pericardio, sinovia) e glomeruli. Questa reazione si incontra solitamente in contesti sperimentali dopo l'iniezione di antigeni.

## Storia
La reazione di Arthus fu scoperta da Nicolas Maurice Arthus nel 1903. Arthus iniettò ripetutamente siero cavallo per via sottocutanea nei conigli, osservando che, dopo quattro iniezioni, si era creato edema e che il siero veniva assorbito lentamente e che, dopo ulteriori iniezioni, si arrivava alla gangrena.

## Processo
La reazione di Arthus comporta la formazione in situ di complessi antigene/anticorpo dopo l'iniezione intradermica di un antigene. Se il soggetto è stato precedentemente sensibilizzato (ha anticorpi circolanti), si verifica una reazione di Arthus. Tipico della maggior parte dei meccanismi dell'ipersensibilità di tipo III, il fenomeno di Arthus si manifesta come una vasculite locale dovuta alla deposizione di immunocomplessi a base di IgG nei vasi sanguigni dermici. L'attivazione del complemento si traduce principalmente nella scissione delle proteine solubili del complemento che formano C5a e C3a, che attivano il reclutamento di PMN e la degranulazione locale dei mastociti (che richiede il legame del complesso immunitario su FcγRIII), con conseguente risposta infiammatoria. Un'ulteriore aggregazione dei processi correlati agli immunocomplessi induce una necrosi fibrinoide locale con trombosi che aggrava l'ischemia nelle pareti dei vasi tissutali. Il risultato finale è un'area localizzata di arrossamento e indurimento che in genere dura circa un giorno.

Le reazioni di Arthus sono state riportate raramente dopo vaccinazioni contenenti difterite e tossoide tetanico. La descrizione del CDC:
Le reazioni di Arthus (reazioni di ipersensibilità di tipo III) sono riportate raramente dopo la vaccinazione e possono verificarsi dopo vaccini contenenti tossoide tetanico o difterico. Una reazione di Arthus è una vasculite locale associata alla deposizione di immunocomplessi e all'attivazione del complemento. Gli immunocomplessi si formano in presenza di un'elevata concentrazione locale di antigeni vaccinali e di un'elevata concentrazione di anticorpi circolanti. Le reazioni di Arthus sono caratterizzate da forte dolore, gonfiore, indurimento, edema, emorragia e occasionalmente da necrosi. Questi sintomi e segni di solito si manifestano 4-12 ore dopo la vaccinazione. L'ACIP ha raccomandato che le persone che hanno manifestato una reazione di Arthus dopo una dose di vaccino contenente tossoide tetanico non dovrebbero ricevere Td più frequentemente di ogni 10 anni, anche per la profilassi del tetano come parte della gestione della ferita.